# Nyborgkredsen
Nyborgkredsen er fra 2007 en opstillingskreds i Fyns Storkreds. I 1971-2006 var kredsen en opstillingskreds i Fyns Amtskreds. I 1920-1970 var kredsen en opstillingskreds i Svendborg Amtskreds. I 1849-1918 var kredsen en valgkreds.
2007 er der ca. 40.500 stemmeberettigede vælgere i kredsen.
Kredsen rummede i 2005 flg. kommuner og valgsteder::
1. før 2007 Egebjerg Kommune, nu Svendborg Kommune
  1. Hundstrup Sogn
  2. Kirkeby Sogn
  3. Lunde Sogn
  4. Ollerup Sogn
  5. Stenstrup Sogn
  6. Ulbølle Sogn
  7. V.Skerninge Sogn
  8. Ø.Skerninge Sogn
2. før 2007 Gudme Kommune, nu Svendborg Kommune
  1. Brudager
  2. Brændeskov
  3. Gudbjerg
  4. Gudme
  5. Hesselager
  6. Lundeborg
  7. Oure
  8. Vejstrup
  9. Vormark
3. Nyborg Kommune
  1. Aunslev Hallen
  2. Borgerforeningens Hus
  3. Nyborghallen
  4. Vindinge Skole
4. før Ryslinge Kommune, nu Faaborg-Midtfyn Kommune
  1. Gislev
  2. Kværndrup
  3. Ryslinge
5. før Ørbæk Kommune, nu Nyborg Kommune
  1. Ellested og Herrested
  2. Frørup og Tårup
  3. Kullerup og Refsvindinge
  4. Langå, Svindinge og Øksendrup
  5. Ørbæk

## Folketingskandidater
| Liste | Parti                       | Kandidat | Bemærk                                                     |
| ----- | --------------------------- | --- | ---------------------------------------------------------- |
| A     | Socialdemokratiet           | Jan Johansen |                                                            |
| B     | Radikale Venstre            | |                                                            |
| C     | Det Konservative Folkeparti | |                                                            |
| D     | Nye Borgerlige              | |                                                            |
| F     | Socialistisk Folkeparti     | |                                                            |
| I     | Liberal Alliance            | |                                                            |
| O     | Dansk Folkeparti            | Carsten Kudsk |                                                            |
| V     | Venstre                     | Marlene Ambo-Rasmussen |                                                            |
| Ø     | Enhedslisten                | Stina Sølvberg Thomsen |                                                            |
| Å     | Alternativet                | Stine Bardeleben Helles, Fabian Munkholm Davidsen, Mikkel Holm-Pedersen, Tine Busk, Line Gessø Storm Hansen, Karl Bidstrup, Mette Rahbek | Er opstillet i samtlige opstillingskredse i Fyns Storkreds |